# Jock Lewes
Jock Lewes, britanski častnik, operativec in izumitelj, * 21. december 1913, Kalkuta, † 31. december 1941, Libijska puščava.
Poročnik Lewes je bil eden od prvih pripadnikov SAS. Za njene potrebe je izumil posebno bombo, ki je poimenovana po njem Lewesova bomba.
Oblikoval je tudi znak SAS, ki je v uporabi še danes.